# ローカルビジネス
ローカルビジネス（Local_Business）とは、地域に根差した店舗型ビジネスの総称。

## 概要
特定の地域商圏内の住民もしくは活動する人たちを主な顧客とするビジネス、企業のことで、その地域の人々の生活に欠かせない商品やサービスを提供しており、地域住民の雇用に貢献していることも多い。その地域経済を支える地元密着型ビジネスである。多くは店舗型ビジネスを展開している。
個人商店や小規模事業者だけでなく、大企業による地域向け店舗、拠点も含まれる。

## ローカルビジネスの例
- 飲食店[3][5]
- 美容所（理美容室、ネイルサロン、エステティックサロンなど）[3][5]
- フィットネスクラブ
- 医院（内科、歯科など）
- 小売店（スーパーマーケット、ドラッグストア、書店、アパレルショップなど）[3][5]
- 学習塾、外国語教室[6]
- 娯楽施設（映画館、カラオケボックス、テーマパークなど）[3][5]
- ペットショップ[7]
- 不動産会社
- 旅館、ホテル
- その他サービス（クリーニング店、写真スタジオ、葬儀社など）[8]